# Marco Cassetti
Marco Cassetti (Brescia, Italia, 29 de mayo de 1977) es un exfutbolista italiano, caracterizado por su constante llegada al gol. Subía por la banda derecha y al llegar al área rival soltaba lo que la afición llama su "escopetazo". Juega de defensa y su club actual es el Watford Football Club de la Football League Championship de Inglaterra.

## Carrera
Crecido en Lumezzane, en 1996 ha pasado en préstamo al Montichiari para volver a Lumezzane en 1998. En 2000 ha pasado al Verona, con que ha debutado en serie A, el 30 de septiembre del mismo año (Bari-Verona 1-1).
En 2003-2004 juega su primer campeonato con la camiseta del Lecce, en serie A, totalizando 30 presencias y 5 goles.
En la temporada 2004-2005 se afirma como uno de los mejores externos derechos del campeonato italiano. En campeonato marca 4 goles en 36 presencias y, gracias al juego ofensivo del entrenador Zdeněk Zeman y a pesar de la descentralización sobre la franja defensiva, sin embargo consigue expresar al máximo todo su potencial atlético y técnico.
En la temporada 2005-2006 su rendimiento disminuye considerablemente, como el de todo su equipo, establecidos en serie B con tres jornadas de anticipo sobre el final del campeonato. En el verano 2006 la As Roma decide ficharlo, haciéndole firmar un contrato que dura hasta 2009.
Con la sociedad capitalina gana la Copa Italia 2006-2007 y la Supercoppa italiana 2007. Marca su primer gol en serie A con la camiseta de Roma contra la Inter (victoria de la Roma por 3-1 en (San Siro) y marca su primer gol en UEFA Liga de Campeones en el campo del Sporting Lisboa.
Domingo 6 de diciembre de 2009, realiza el gol del decisivo en la victoria en Derby de capital contra Lazio 1-0 al 77' minuto, que es el mismo número de camiseta de Cassetti. El 11 de abril de 2010, marca de cabeza, en el encuentro contra el Atalanta, es su segundo gol en el campeonato." El 3 de junio de 2010 Cassetti prolonga su contrato con el AS Roma hasta el 30 de junio de 2011.
Durante el último año de la gestión sensi, Marco Cassetti prolongó otro año más su contrato hasta el 30 de junio de 2012 para un sueldo bruto de 1.8 millones de euros más bonus para la temporada deportiva 2011-2012.
Una vez expirado su contrato con la Roma, el cual no renovó por supuestos conflictos internos con el mítico Frncesco Totti, por "no parar ni al bondi", Casetti se unió a préstamo al Watford inglés el 23 de agosto de 2012.

## Selección nacional
Ha sido internacional con la Selección de fútbol de Italia en 5 ocasiones.
Cassetti fue el primer futbolista del Lecce a vestir la camiseta de la selección nacional italiana, con la que debuta el 30 de marzo de 2005, en amistoso Italia-Islandia (0-0) disputada en Padua.
Vuelve en nacional después de casi 3 años de ausencia, el 6 de febrero de 2008 en ocasión del partido amistoso Italia-Portugal (3-1) jugado en Zúrich.

## Vida personal
Marco Cassetti está casado con Francesca con la que tiene dos hijos, un niño y una niña

## Clubes
| Club             | País   | Año         | Partidos | Goles |
| ---------------- | ------ | ----------- | -------- | ----- |
| A.C. Montichiari | Italia | 1996 - 1998 | 30       | 6     |
| A.C. Lumezzane   | Italia | 1998 - 2000 | 50       | 3     |
| Hellas Verona    | Italia | 2000 - 2003 | 61       | 7     |
| U.S. Lecce       | Italia | 2003 - 2006 | 95       | 9     |
| AS Roma          | Italia | 2006 - 2012 | 183      | 5     |

## Palmarés

### Campeonatos nacionales
| Título              | Club    | País   | Año         |
| ------------------- | ------- | ------ | ----------- |
| Copa de Italia      | AS Roma | Italia | 2006 - 2007 |
| Supercopa de Italia | AS Roma | Italia | 2007        |
| Copa de Italia      | AS Roma | Italia | 2007 - 2008 |